# Piezura
Piezura là một chi nhỏ ruồi thuộc họ Fanniidae. Chúng phân bố chủ yếu ở vùng địa lý sinh thái miền Toàn bắc. Hai loài, P. boletorum và P. graminicola được tìm thấy ở châu Âu..

## Các loài
- P. boletorum (Róndani, 1866)
- P. graminicola (Zetterstedt, 1846)
- P. nearctica Chillcott, 1961
- P. nigrigenus Nishida, 1975
- P. pardalina Róndani, 1866
- P. pardalina shanxiensis Xue, 1999

Danh sách này không đầy đủ, bạn cũng có thể giúp mở rộng danh sách.